# Tom Clancy’s Splinter Cell: Pandora Tomorrow
Tom Clancy’s Splinter Cell: Pandora Tomorrow – gra komputerowa, wydana w 2004 roku przez Ubisoft. Opowiada o przygodach Sama Fishera, tajnego agenta NSA. Jest to druga część serii gier Splinter Cell.

## Fabuła
Sam Fisher zostaje wysłany do amerykańskiej ambasady w Timorze Wschodnim, która została zajęta przez organizację Darah Dan Doa (Krew i modlitwa) dowodzoną przez Suhadiego Sadono w ramach odwetu za umieszczenie w Timorze baz wojskowych USA. Musi odzyskać dane z palmtopa Douglasa Shetlanda. W danych tych Fisher odnajduje maila w języku Mambae w którym mowa jest o „potrzebnych składnikach do demonstracji w Springfield” oraz koordynatach do „miejsca „spotkania”. Autorem e-mailu jest człowiek o pseudonimie „Upokorzony Pingwin” (w niektórych tłumaczeniach „Zawstydzony Pingwin”). Po przeanalizowaniu maila przez analityków NSA Fisher zostaje wysłany do laboratoriów kriogenicznych „Saulnier” gdzie ma odbyć się „spotkanie”. Okazuje się, że laboratoria zostały zajęte przez najemników, a „Upokorzony Pingwin” ukradł urządzenia ND-133, które mogą utrzymać 133 kelwinów nawet po odcięciu dopływu prądu. Następnie Sam Fisher kontaktuje się z rannym strażnikiem laboratoriów i zabiera mu jego komórkę ze zdjęciem „Upokorzonego Pingwina”. Okazuje się, że nazywa się Norman Soth i jest agentem CIA. Następnie Fisher zostaje „wysłany” do pędzącego pociągu, gdzie ma (unikając wykrycia) dowiedzieć się czy Norman Soth jest nadal agentem CIA czy terrorystą. Fisher włamuje się do laptopa Sotha. Po podsłuchaniu rozmowy telefonicznej Sotha z tajemniczym człowiekiem Fisher zostaje wykryty i musi uciekać. Po brawurowej ucieczce z pociągu trafia do Jerozolimy, gdzie po zamachach ogłoszono godzinę policyjną. Musi tam skontaktować się z agentką Szin Bet po drodze zabierając zmodyfikowany karabin SC-20K od handlarza bronią i agenta CIA Saula Berkovitza. Agentka doprowadza Fishera do tajnej kryjówki syryjskich terrorystów. Mówi mu także o tym, że Soth kupił od nich kilka próbek broni biologicznej w zamian za pieniądze i jedno ND-133. Po udanej akcji kradzieży próbki wirusa agentka Szin Bet okazuje się zdrajczynią. Jednak sam Fisher ucieka zabijając ją i jej towarzyszy. Okazuje się, że wirusem jest ospa prawdziwa. Fisher trafia do bazy Darah Dan Doa, obozu Kundang gdzie produkowana jest także heroina. Tam musi odnaleźć i założyć pluskwę pod telefon Sadono aby namierzyć lokacje, gdzie zostały umieszczone Nd-133 zawierające czarną ospę. Najpierw jednak montuje bombę pod samolotem Suhadiego. Po akcji Fishera okazuje się, że połączenia przechodzą przez system komunikacji na okręcie podwodnym zacumowanym w stoczni „Komodo” uznawanej za opuszczoną. Po dotarciu do niej okazuje się, że stocznia jak i okręt zajmują terroryści z Darah Dan Doa. Fisher wkrada się do okrętu i namierza wszystkie telefony, a następnie się ewakuuje. Po akcji Fishera komandosi SHADOWNET neutralizują wszystkie wykryte ND-133 z bronią biologiczną. Fisher trafia następnie do Dżakarty aby pojmać Suhadiego Sadono, który wraz ze swoimi ludźmi ukrył się w budynku „Telewizji Wolnej Indonezji”. Po porwaniu Suhadiego Fisher zostaje wysłany do Los Angeles na lotnisko LAX gdzie przeniknął Soth z ostatnim ND-133 oraz kilku jego ludzi w przebraniu pracowników. Fisher po zlikwidowaniu Sotha i terrorystów w brawurowy sposób ratuje lotnisko.

## Zmiany w porównaniu z poprzednią częścią
W porównaniu z poprzednią częścią Splinter Cell w Pandora Tomorrow ulepszono grafikę. Usprawniono także kontrolę nad ruchami postaci. Wprowadzono kilka ułatwień, np.: w Pandorze podchodząc do zamkniętych na klucz drzwi od razu wyświetlają się opcje: „Użyj wytrychów”, „Użyj kabla optycznego” gdzie w Splinter Cell trzeba było wszystko wyciągać ręcznie z ekwipunku. Po raz pierwszy wprowadzono bardzo dynamiczne akcje takie jak np. desant na pędzący pociąg. Dodano także więcej misji na zewnątrz budynków.

## Tryb gry wieloosobowej
W Splinter Cell: Pandora Tomorrow dodano tryb gry wieloosobowej. Akcja w nim jest oparta na działaniach komandosów SHADOWNET. Jest kilka trybów rozgrywki. Gracz może wybrać drużynę komandosów SHADOWNET lub najemników firmy ARGUS. W zależności od drużyny można dobierać sobie różny ekwipunek.
Tryby:
- Neutralizacja
  - Zadanie:
    - Komandosi: Odnaleźć i zneutralizować ND-133.
    - Najemnicy: Ochraniać pojemniki i wyeliminować intruzów.

  - Zwycięstwo:
    - Komandosi: Neutralizacja wszystkich ND-133 lub zabicie wszystkich najemników.
    - Najemnicy: Zabicie wszystkich intruzów lub ochrona ND-133 przez określony czas.
- Przejęcie
  - Zadanie:
    - Komandosi: Odnaleźć ND-133 i przenieść je do punktu ewakuacji.
    - Najemnicy: Ochrona ND-133 i eliminacja intruzów.

  - Zwycięstwo:
    - Komandosi: Dostarczenie odpowiedniej ilości ND-133 do punktu ewakuacji.
    - Najemnicy: Zabicie wszystkich intruzów lub ochrona ND-133 przez określony czas.
- Sabotaż
  - Zadanie:
    - Komandosi: Odnaleźć Nd-133 i zneutralizować je przy pomocy modemów.
    - Najemnicy: Zabicie wszystkich intruzów lub ochrona ND-133 przez określony czas.

  - Zwycięstwo:
    - Komandosi: Neutralizacja odpowiedniej ilości ND-133 za pomocą modemów.
    - Najemnicy: Zabicie wszystkich intruzów lub ochrona ND-133 przez określony czas.